# 世にも奇妙な物語 秋の特別編 (2003年)
『世にも奇妙な物語 秋の特別編』（よにもきみょうなものがたり あきのとくべつへん）は、2003年9月18日（木曜）21:00 - 22:48にフジテレビで放送された『世にも奇妙な物語』の特別編。

## 鍵

### キャスト
- 清水譲治 - 江口洋介
- 医者 - 郷田ほづみ
- 少女 - 浅見れいな
- 雪江 - 森下涼子
- 阿部 - 山中聡
- 女 - 中込佐知子
- 助手 - 杉浦直人

### スタッフ
- 原作 - 筒井康隆「鍵」（角川書店）
- 脚本 - 高山直也
- 演出 - H.OGURA（小椋久雄）

## パーフェクトカップル

### キャスト
- 都築優子 - 矢田亜希子
- 安岡花世 - 江波杏子
- 矢沢課長 - 春田純一
- 住職 - 上田忠好
- 田代部長 - 福島勝美
- 花屋 - 白井圭太
- 社員 - 佐藤拓之、福寿奈央、増田佐枝子、足立龍弥、野村映里利
- 美容師 - 神道寺こしお

### スタッフ
- 原作 - 山田正紀「ホームドラマ」（『渋谷一夜物語』所収 / 集英社）
- 脚本 - 武井彩
- 演出 - 武内英樹

## 遠すぎた男

### キャスト
- 村上 - 中村獅童
- サエコ - 井川遥
- 安井 - 半海一晃
- 受付 - 永田めぐみ
- 社員 - 和田ひろこ
- 力士 - 角田正史
- 行司 - 加藤四朗
- 実況アナウンス - 向坂樹興
- 医者 - 筒井康隆

### スタッフ
- 企画協力 - 山浦雄大
- 脚本 - 田村孝裕
- 演出 - H.OGURA（小椋久雄）

## 迷路

### キャスト
- 呉田英雄 - 谷原章介
- 堂音亜里抄 - 板谷由夏
- 明頭進 - 吉田朝
- 久野ミノル - 東根作寿英
- 台田六郎 - 高橋昌也

### スタッフ
- 脚本 - 中村樹基
- 演出 - 星護

## 影が重なる時

### キャスト
- 津田俊之 - 八嶋智人
- 南川由里 - 桜井幸子
- 野村清 - 大森南朋
- 光子 - 山内菜々
- 母親 - 舟木幸
- 男 - 天現寺竜
- タクシー運転手 - BOB藤原
- 生徒 - 熊谷健吾、大田ななみ、植松夏希、小薗江愛理、斎藤奈々
- ニュースの声 - 小林俊夫、遠藤みやこ
- 鷲田源三 - 大杉漣

### スタッフ
- 原作 - 小松左京「影が重なる時」（『霧が晴れた時』所収 / 角川書店）
- 脚本・演出 - 落合正幸